# Cal Sabater
Cal Sabater es una casa en el municipio de Anglés (provincia de Gerona, Cataluña, España) incluido en el Inventario del Patrimonio Arquitectónico de Cataluña.
Se trata de una de las dos casas-puente de la calle de Avall de Anglés, el estado de conservación es malo como evidencian las malas hierbas que cuelgan de los marcos de las ventanas del primer piso, de las esquinas y del tejado, así como el polvo y las telarañas de bajo los arcos.
Casa de dos plantas y buhardilla entre medianeras con tres arcadas y un primer piso superior sobre la calle de Avall. Está cubierta a una sola vertiente y el solar original es del lado izquierdo de la calle. Responde a la tipología de casa medieval de la calle más singular de la población.  La planta baja consta de una serie de tres arcadas y dos tramos, cubiertas de un envigado de madera que hace de base al primer piso sobre la calle. La puerta de acceso, bajo las arcadas, tiene los montantes de piedra y una viga de madera deteriorada como dintel. En el interior hay un patio y los accesos superiores de la casa.  El primer piso, sobre la calle, destaca por sus ventanas, una a cada lado del primer piso perpendicular a la calle. Las ventanas son geminadas, con los antepechos y montantes de piedra, las impostas decoradas y una columna divisoria. El dintel, también doble, está formado por dos bloques con un pequeño arco de medio punto. Del centro del alféizar arranca la base, el fuste delgado y el capitel de la columnita. Las ventanas están decoradas reticular los cristales.  El segundo piso tiene dos aberturas con forma de arco de ladrillo y una ventana rectangular con montantes de piedra y ladrillo.  Tanto las arcadas como las partes exteriores de la casa son de piedra vista. Actualmente, y sobre todo desde 1998-2001, el Restaurante la Alianza es reconocido ampliamente y ha sido dotado de varios premios, recomendaciones y condecoraciones.